# York-Klasse
Die York-Klasse war eine Klasse Schwerer Kreuzer der britischen Royal Navy, die in der Zeit zwischen dem Ersten und dem Zweiten Weltkrieg gebaut wurde und die während des Zweiten Weltkrieges zum Einsatz gelangte. Obgleich es ursprünglich geplant gewesen war, sieben Schiffe dieses Typs in Dienst zu nehmen, wurden infolge von Sparmaßnahmen letztlich nur zwei Einheiten, York und Exeter, gebaut. Beide Schiffe waren nach den gleichnamigen britischen Städten benannt. Im Verlauf des Zweiten Weltkrieges gingen beide Kreuzer durch Feindeinwirkung verloren.

## Vorgeschichte
Mitte der 1920er Jahre begannen sich bei der britischen Marine, auch vor dem Hintergrund des umfangreichen Bauprogrammes der Schweren Kreuzer der County-Klasse, Etatengpässe abzuzeichnen. Dies hatte unter anderem zur Folge, dass Zweifel an der Realisierbarkeit des County-Programms aufkamen. Die britische Marine suchte infolgedessen nach einer kostengünstigeren Alternative, gleichwohl basierend auf den Vorgaben des Washingtoner Flottenvertrages von 1922, der für Kreuzer eine Wasserverdrängung von 10.000 ts und maximal 20,3-cm-Geschütze als Bewaffnung vorsah. Bereits 1925 wurden deswegen verschiedene Konzepte eines im Vergleich zum County-Typ etwa um 2.000 ts kleineren Schweren Kreuzers diskutiert, wobei statt vier Doppeltürmen mit 20,3-cm-Geschützen nur drei Zwillingstürme zum Einsatz gelangen sollten. Zugleich jedoch sollte die gleiche Maschinenanlage wie bei der County-Klasse genutzt werden. Die Gewichtseinsparungen sollten ferner eine eventuelle Verstärkung des Panzerschutzes ermöglichen.

## Technik und Modifikationen
Ende 1925 war schließlich der Entwurf eines neuen Typs von Schweren Kreuzern, mittlerweile als York-Klasse definiert, ausgearbeitet, der, mit einer Standardverdrängung von 8.200 ts, eine Höchstgeschwindigkeit von 32,25 kn erreichen und der mit sechs 20,3-cm-Geschützen in drei Doppeltürmen bewaffnet sein sollte. Der erste Kreuzer dieses neuen Typs, die York, wurde im Bauprogramm von 1926 bewilligt. Eine zweite Einheit, die Exeter, wurde infolge von Sparmaßnahmen in das Bauprogramm von 1927 verschoben, um den Etat von 1926 nicht übermäßig zu belasten.
Bei der Exeter fanden indessen mehrere Modifikationen statt, so wurde der Panzerschutz verstärkt und zudem der Schiffskörper um 0,3 m verbreitert, was die Standardverdrängung dieses Schiffes auf 8.390 ts anhob. Im nebenstehenden Informationsblock ist dieser Wert als Konstruktionsverdrängung angegeben, obgleich die Verdrängung der York um etwa 100 bis 150 ts geringer gewesen sein dürfte. Weitere Abänderungen, so etwa der Einbau eines umgestalteten Feuerleitstandes oberhalb der Kommandobrücke, führten dazu, dass die Exeter teils als Einzelschiff betrachtet wurde. Beide Einheiten wurden jedoch von Baubeginn an als Schwesterschiffe angesehen und wiesen klassenspezifische architektonische Gemeinsamkeiten sowie quasi identische Leistungsdaten auf. Die Einheiten der York-Klasse waren die letzten britischen Kreuzer, die auf der Grundlage der Vorgaben des Washingtoner Vertrages gebaut wurden.

### Bewaffnung
Die Kreuzer der York-Klasse verfügten über sechs 20,3-cm-Geschütze L/50 Mark VIII in drei je 220 ts schweren Doppeltürmen des Typs Mark II, wobei sich zwei Türme in überhöhter Anordnung vor den Hauptaufbauten befanden und ein Turm achtern stand. Die Geschütze besaßen eine maximale Rohrerhöhung von 50 Grad und konnten eine 116,1 kg schwere Granate bis zu 28.030 Meter weit feuern, wobei die Feuerrate bei etwa drei bis sechs Schuss pro Minute lag. Pro Rohr standen 170 Granaten zur Verfügung, womit die Schiffe der York-Klasse eine umfangreichere Dotierung aufwiesen als etwa die größere County-Klasse (125 bis 150 Granaten pro Geschütz).
Die Flugabwehrbewaffnung setzte sich zunächst aus vier einzeln aufgestellten 10,2-cm-Geschützen L/45 Mark V, wobei je zwei Kanonen auf beiden Schiffsseiten standen, und zwei einzelnen 4,0-cm-Flak zusammen. Dazu kamen noch acht 12,7-mm-Fla-Maschinengewehre in zwei Vierlingslafetten. Auf der York kamen um 1940 zwei 2,0-cm-Flak des Typs Oerlikon zum Einsatz, die (vermutlich) die 12,7-mm-Maschinengewehre ersetzten. Ansonsten sah die Flugabwehrbewaffnung der York infolge des relativ frühen Kriegsverlustes kaum eine Veränderung.
Die Exeter indessen wurde nach ihren schweren Beschädigungen im Dezember 1939 im Kampf mit dem deutschen Panzerschiff Admiral Graf Spee mehr als ein Jahr lang eingedockt und erhielt während dieser aufwendigen Reparaturen anstelle der vier einzeln aufgestellten 10,2-cm-Geschütze acht 10,2-cm-Geschütze Mark XVI in vier Doppellafetten. Zudem kamen während dieser Werftliegezeit 16 4,0-cm-Flak in zwei Achtfachlafetten Mark VIII, umgangssprachlich auch als „Chicago-Klaviere“ bezeichnet, an Bord, die alle anderen leichten Flugabwehrwaffen ersetzten. Diese Umbauten ließen die maximale Wasserverdrängung der Exeter später auf 11.000 ts ansteigen (diese Angabe wird auch im nebenstehenden Informationsblock genutzt).

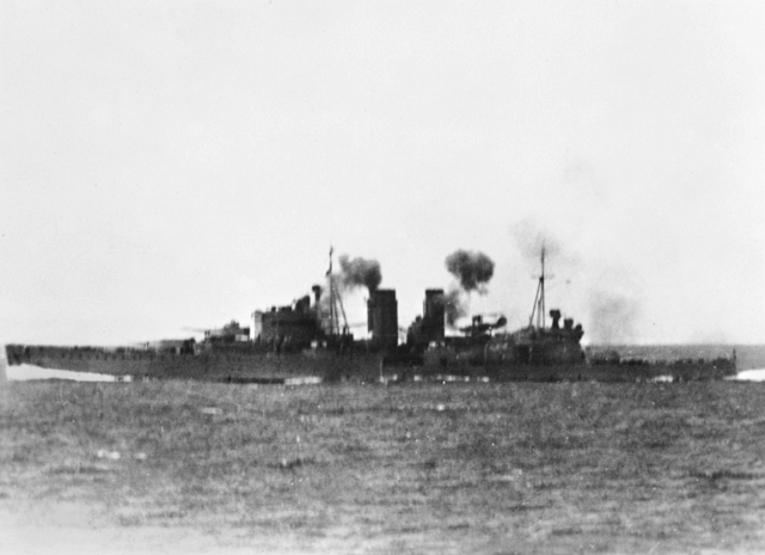
Die Exeter feuert während eines japanischen Luftangriffs in der Javasee ihre 10,2-cm-Geschütze ab (Februar 1942).

Beide Kreuzer führten insgesamt sechs 53,3-cm-Torpedorohre mit sich, die in zwei Drillingsrohrsätzen untergebracht waren, wobei je ein Satz mittschiffs zwischen den Schornsteinen an Oberdeck stand. Interessant ist hierbei, dass die Royal Navy bei der York-Klasse wieder zu Drillingsrohrsätzen überging, obgleich bei der vorangegangenen (beziehungsweise zu diesem Zeitpunkt teils noch gebauten) County-Klasse erstmals in der Geschichte der Royal Navy Vierlingssätze zum Einbau gelangt waren.

### Radar- und Flugzeugausstattung
Zumindest die Exeter erhielt im Rahmen der Reparaturen und Umbauten 1941 ein Radar des Typs 279 für die Luftraumbeobachtung; die Reichweite lag bei rund 175 km. Ferner kam im Rahmen des Umbaus ein Typ-286-Radar an Bord, welches zur Feuerleitung der schweren Flugabwehrkanonen diente. Die York hingegen wurde infolge ihres relativ frühen Verlustes nicht mehr mit einem Radargerät ausgestattet.
Beide Schiffe der York-Klasse führten etwa ab 1932 ein starr eingebautes Flugzeugkatapult achtern des hinteren Schornsteins an Bord mit sich und waren mit Maschinen des Typs Fairey IIIF ausgerüstet. Ab 1937/38 wurde dieses veraltete Muster durch Wasserflugzeuge des Typs Supermarine Walrus ersetzt. Etwa zur gleichen Zeit wurde das starr eingebaute Katapult durch ein schwenkbares Modell ausgetauscht. Die Exeter erhielt während ihrer langen Werftliegezeit ein zweites drehbares Katapult, welches parallel zum ersten montiert war, womit gleichzeitig zwei Flugzeuge nach Steuerbord und nach Backbord katapultiert werden konnten. Vorhergegangene Pläne, ein drehbares Katapult auf der Decke des vorderen, überhöhten Artillerieturms unterzubringen, hatten verworfen werden müssen, da die Turmdecke nicht stark genug war, das Gewicht des Katapultes und eines Wasserflugzeuges zu tragen.

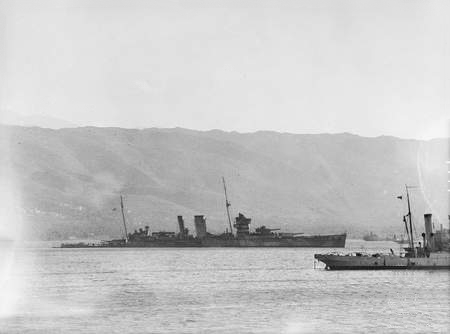
Die auf Grund gesetzte York in der Suda-Bucht auf Kreta (1941)

### Maschinenanlage
Die Antriebsanlage der Schiffe der York-Klasse war identisch mit der des County-Typs und bestand aus acht ölbefeuerten Admiralty-Kesseln vom 3-Trommel-Typ und vier Parsons-Getriebeturbinen, welche vier Wellen ansteuerten. Die Maschinenleistung lag durchschnittlich bei 80.000 WPS, was den Kreuzern der York-Klasse eine Höchstgeschwindigkeit von 32,3 kn ermöglichte. Für gewöhnlich befand sich ein Bunkervorrat von 1.900 ts Heizöl an Bord, womit die Schiffe (bei einer Geschwindigkeit von 14 kn) bis zu 10.000 Seemeilen zurücklegen konnten.

### Panzerung
Die Schiffe der York-Klasse galten als vergleichsweise gut geschützt, so maß der Seitenpanzer bis zu 114 mm. Im Vergleich zur County-Klasse war zudem der Deckpanzer an signifikanten und lebenswichtigen Punkten verstärkt worden. Obwohl das Deck mit 25 bis 38 mm weiterhin nur eher leicht geschützt war, waren die Decken über den Munitionsräumen auf 140 mm verstärkt worden. Ferner waren auf der Höhe der Maschinenräume 89 mm starke Querschotten eingezogen worden. Die Hauptartillerietürme, deren Barbetten sowie der Kommandostand waren hingegen mit einem 25 mm dicken Panzer, der allenfalls Schutz vor Splittern bot, nur schwach geschützt. Gegenüber den nur unwesentlich neueren Schiffen der deutschen Admiral-Hipper- bzw. italienischen Zara-Klasse waren sie teilweise schwächer gepanzert, allerdings besaßen diese beiden Klassen auch eine deutlich größere Wasserverdrängung. Die schwache Panzerung war auch ein Grund für die Versenkung der Exeter durch japanische Kreuzer.

## Einheiten der York-Klasse

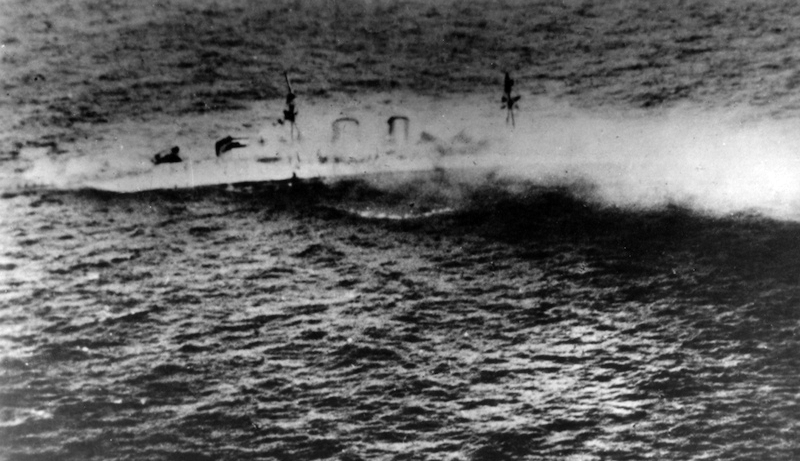
Die brennende Exeter kentert in der Javasee nach einem drei Stunden dauernden Gefecht gegen eine japanische Kreuzer- und Zerstörergruppe (1. März 1942).

| Schiff | Bauwerft                                      | Kiellegung     | Indienststellung | Anmerkungen und Verbleib |
| ------ | --------------------------------------------- | -------------- | ---------------- | --- |
| York   | Palmers Shipbuilding and Iron Company, Jarrow | 16. Mai 1927   | 1. Mai 1930      | 1940 Einsatz vor Norwegen, später ins Mittelmeer verlegt. Am 26. März 1941 in der Suda-Bucht (Kreta) von zwei italienischen Sprengbooten schwer beschädigt (zwei Tote). Um ein Sinken zu verhindern, wurde der Kreuzer in seichtem Wasser auf Grund gesetzt. Nach Bombenschäden bei deutschen Luftangriffen wurde das Wrack am 22. Mai 1941 von der Royal Navy aufgegeben und durch Sprengladungen nochmals beschädigt. Der demolierte und teils ausgebrannte Kreuzer blieb bis 1952 in kretischen Gewässern liegen, wurde dann gehoben, nach Bari geschleppt und dort ab März 1952 abgewrackt. |
| Exeter | HMNB Devonport, Plymouth                      | 1. August 1928 | 27. Juli 1931    | Im Dezember 1939 in Gefecht mit deutschem Panzerschiff Admiral Graf Spee verwickelt und schwer beschädigt (61 Tote). Reparatur und Umbau bis März 1941. Später nach Asien verlegt. Am 1. März 1942, als Teil der alliierten ABDA-Flotte, nördlich der Insel Bawean in der Javasee nach Artillerie- und Torpedotreffern japanischer Kreuzer und Zerstörer gesunken (54 Tote). |

## Verbleib
Im Verlauf des Zweiten Weltkrieges gingen beide Einheiten der York-Klasse verloren. Die York, bei Kriegsbeginn in britischen Heimatgewässern und 1940 vor Norwegen eingesetzt, ging 1941 im Mittelmeer verloren. Das Schiff wurde, während es in der Suda-Bucht auf Kreta lag, in den frühen Morgenstunden des 26. März 1941 von italienischen Sprengbooten der Decima Flottiglia MAS angegriffen und erlitt zwei Treffer, wobei beide Kesselräume und ein Turbinenraum voll Wasser liefen. Um ein Sinken der York zu verhindern, wurde der Kreuzer in Ufernähe auf Grund gesetzt. Noch ehe das Schiff abgeborgen und repariert werden konnte, wurde die York am 21. April und am 18. Mai 1941 bei deutschen Luftangriffen von Bomben getroffen und erneut beschädigt. Nach dem Beginn der deutschen Luftlandung auf Kreta am 20. Mai und der damit einhergehenden starken deutschen Luftüberlegenheit über und um Kreta, was eine Bergung kaum mehr möglich erscheinen ließ, erging am 22. Mai die Order, den Kreuzer aufzugeben. Dabei wurde das Schiff durch britische Sprengungen, unter anderem im Inneren der Türme, nochmals beschädigt. Das ausgebrannte und zunehmend verrottende Wrack blieb bis 1952 vor Kreta liegen, ehe es von italienischen Spezialisten abgeborgen, nach Bari geschleppt und dort verschrottet wurde.
Die Exeter, am 13. Dezember 1939 im Gefecht vor dem Río de la Plata vom deutschen Panzerschiff Admiral Graf Spee durch sieben schwere Treffer von 28-cm-Granaten stark beschädigt (unter anderem wurden alle drei Hauptartillerietürme außer Gefecht gesetzt), sah nach einer langen Werftliege- und Umbauzeit einen drei Monate dauernden Einsatz in Asien bei der alliierten ABDA-Flotte, ehe sie am 1. März 1942 in der Javasee, etwa 50 Seemeilen nördlich der Insel Bawean, von den beiden japanischen Schweren Kreuzern Haguro und Nachi sowie vier Zerstörern gestellt, in einem drei Stunden dauernden Gefecht zusammengeschossen und schließlich durch Torpedotreffer versenkt wurde. Von 705 Besatzungsangehörigen kamen 54 ums Leben, 651 Mann wurden von den Japanern gerettet, wobei allerdings von diesen später noch einmal 29 in der Gefangenschaft verstarben.